# Eric Lloyd
Eric Lloyd (* 19. Mai 1986 als David Cric Lloyd Morelli in Glendale, Kalifornien) ist ein US-amerikanischer Schauspieler.
Im Alter von 18 Monaten war Eric Lloyd in einer Computerwerbung zu sehen. Seine bekannteste Rolle ist die des Charlie Calvin in der Santa Clause-Trilogie, die er erneut 2022 in der Serie Santa Clause: Die Serie übernahm.
2015 eröffnete Lloyd die Lloyd Production Studios. LP Studios ist ein Produktions- und Postproduktionsraum für Musik und Film in Glendale, Kalifornien.

## Filmografie
- 1989: The Wonder Years
- 1992: Lauri Hill
- 1993: Sunny’s Deliverance
- 1993: 4 himmlische Freunde (Heart and Souls)
- 1993: A Family Torn Apart
- 1993: Love&War
- 1994: In the Best of Families: Marriage, Pride & Madness
- 1994: Seasons of the Heart
- 1994: Greedy
- 1994: Santa Clause – Eine schöne Bescherung (The Santa Clause)
- 1996: Dunston – Allein im Hotel (Dunston Checks In)
- 1995–1997: The Pinocchio Shop
- 1996: The Busy World of Richard Scarry
- 1996–1997: The Oz Kids
- 1997: Der tapfere Toaster als Retter in der Not (The Brave Little Toaster to the Rescue)
- 1997: The Spittin’ Image
- 1997: Batman & Robin
- 1997: Harry außer sich (Deconstructing Harry)
- 1997: A Christman Memory
- 1998: My Giant – Zwei auf großem Fuß (My Giant)
- 1998: Chamäleon
- 1998–2000: Jesse (Fernsehserie)
- 2000: Rocket Power
- 2001: ER
- 2002: Santa Clause 2 – Eine noch schönere Bescherung (The Santa Clause 2)
- 2006: Santa Clause 3 – Eine frostige Bescherung (The Santa Clause 3: The Escape Clause)
- 2011: About Abby
- 2011: ChromeSkull: Laid to Rest 2
- 2012: True Perfection
- 2017: Weedland
- 2020: Comic Conventions
- 2022: Santa Clause: Die Serie (The Santa Clauses, Fernsehserie)

## Auszeichnungen
1999 bekam Lloyd den Young Artist Award.